# Miller-Boyett Productions
Miller-Boyett Productions je americká televizní produkční společnost, která vyrobila hlavně televizní sitcomy ze sedmdesátých, osmdesátých a devadesátých let. Tato společnost je odpovědná za rodinné seriály jako Happy Days, Plný dům, Family Matters a pak také Krok za krokem.
Společnost byla založena v roce 1969 pod názvem Miller-Milkis Productions, později v roce 1981 byla společnost přejmenována na Miller-Milkis-Boyett Productions a nakonec byl název změněn na současný.
Během let 1998-1999, přerušil Michael Warren svoji spolupráci s Williamem Bickleym a přidal se do této společnosti a jako Miller-Boyett-Warren Productions vyráběli jejich poslední seriály, Two of a Kind a Meego pro společnost CBS.
V roce 1999 byla se tato produkční společnost rozpadla, jelikož byly její seriály ukončeny a formát TGIF (Thank God It's Friday) už nebyl tolik populární.
Společnost byla zřízena pod Paramount Television, později se přesunula pod Lorimar Productions a nakonec Warner Bros Television. 

## Členové produkčního týmu
- Thomas L. Miller (narozen 1940)
- Robert L. Boyett (narozen 1942)
- Edward K. Milkis (1931-1996)
- Michael Warren (1999)

## Seznam seriálů produkovaný jedním z produkčních členů
- Angie
- Blansky's Beauties
- Bosom Buddies
- Family Matters
- Plný dům (Full House)
- Getting By
- Going Places
- Goodtime Girls
- Hangin' with Mr. Cooper
- Happy Days
- The Hogan Family
- Laverne and Shirley
- Makin' It
- Meego
- Mork and Mindy
- Out of the Blue
- Perfect Strangers
- Petrocelli
- Krok za krokem (Step by Step)
- $weepstake$
- The Family Man
- Two of a Kind